# Tit Flavije
Tit Flavije Vespazijan, ili često nazivan samo Tit ili Tito (30. prosinca 39. – 13. rujna 81.) vladao je Rimskim Carstvom od 79. – 81.
Tit je bio najstariji sin cara Vespazijana. Iako kao nasljednik cara Vespazijana i nije bio vrlo omiljen, kasnije se ispostavilo da je bio jedan od najboljih careva koje je Rim imao. Tit je bio, po karakteru, sušta suprotnost svom bratu Domicijanu, kojeg je vrlo detaljno opisao tadašnji rimski povjesničar Tacit. Svetonije navodi kako je car uzvikivao rečenicu: "Prijatelji, izgubio sam dan!", kada nije uspio učiniti neko dobro djelo. Ugušio je ustanak Židova u Judeji i naselio Židove po carstvu. Dovršio je gradnju Koloseuma koju je započeo njegov otac Vespazijan. Iz napunjene državne blagajne, novac je uložio na dijeljenje žita narodu i brojne utrke kola. Za Titove vladavine dogodila se erupcija vulkana Vezuva, 29. lipnja 79. godine, i grad Pompeji je bio uništen kao i napuljski zaljev. Osim toga, 80. godine požar je poharao i Rim. Tit je bio vrlo darežljiv u obnovi Rima, pa je tako i postao omiljen u narodu. Poznato je i to da se je, dok je boravio u Jeruzalemu, zaljubio u Bereniku od Cilicije, sestru Agripe II., židovskog kralja. Poslije njegove smrti, naslijedio ga je mlađi brat Domicijan.

## Nalaz rimske vojničke diplome iz Slavonskog Broda
U Muzeju Brodskog Posavlja čuva se pločica rimske vojničke diplome datirana pet dana prije martovskih ida 71. godine nove ere. Pronađena je u Slavonskom Šamcu koji je bogat nalazima iz rimskog period.
Naslovljena je na centuriona likaja (liccaius) sina Birsa, iz ilirskog plemena Breuka (Breuci). Upravo iz doba cara Vespazijana.
U tekstu se može mnogo toga isčitati o povijesti Broda.
Centurion Likaj služio je i časno otpušten iz vojske nakon odsluženih 26 godina (XXVI stipendii) Služio je u Misenumu i Paestumu nedaleko Napulja u Italiji na triremi rimske flote kao zapovjednik.
Važno je naglasiti da na tom drevnom dokumentu imamo prvi pisani spomen imena grada Slavonskog Broda u obliku MARSVNIA LOCO XXIII. Marsonia je dobila ime po Marsu rimskom bogu rata. Ovaj nastavak vjerojatno je vojna oznaka. No zanimljivo je da i danas jedan potok koji teče zapadnije od grada zovu Mrsunja, što na ilirskom jeziku znači "crna voda". Rimljani nisu mijenjali zatečene toponime nego su ih samo latinizirali.
Pored tog kapitalnog nalaza pisane povijesti u Muzeju Brodskog Posavlja postoji još cijeli niz artefakata rimske nazočnosti na tlu Slavonije. Obilje keramike, tzv Terra Sigilata odnosno, pečena zemlja ukrašena pečatnim utiskivanjem. Pri istraživanju brodskog korza 2002. godine pronađena je u rimskom bunaru amfora očuvana u cijelosti.
| Prethodnik:            | Rimski carevi | Nasljednik:           |
| Vespazijan (69. - 79.) | Rimski carevi | Domicijan (81. - 96.) |